# Damaskinos de Atenas
El arzobispo Damaskinos (en griego: Αρχιεπίσκοπος Δαμασκηνός) nació bajó el nombre de Dimítrios Papandréou (en griego: Δημήτριος Παπανδρέου) (sin relación ninguna con Georgios Papandreou) el 3 de marzo de 1891 en Dorvitsa en Etolia.

## Biografía
Combatió como soldado durante las Guerras de los Balcanes. Fue ordenado como sacerdote de la Iglesia Ortodoxa en 1917. En 1922 fue nombrado obispo de Corinto. A principios de los años treinta, fue embajador del patriarca de Constantinopla en los Estados Unidos.
En 1938 fue elegido arzobispo de Atenas, pero el dictador Ioannis Metaxas se opuso y la elección fue cancelada. En 1941, con la invasión nazi de Grecia, accedió al cargo de arzobispo.
En 1943, cuando las persecuciones contra los judíos se intensificaron y las deportaciones comenzaron, protestó ante las autoridades de ocupación, lo que le valió amenazas de muerte por parte de los alemanes. Eso no le impidió dar órdenes para que se distribuyeran falsos certificados de bautismo a los judíos, lo que permitió salvar la vida de varios miles de judíos romaniotes en la región de Atenas. Por eso se le declaró como uno de los Justos entre las Naciones.
Fue primer ministro de Grecia entre el 17 de octubre de 1945 y el 1 de noviembre de 1945. Falleció en Atenas en 1949.